# Monsters (Saara Aalto-dal)
A Monsters (magyarul: Szörnyek) Saara Aalto finn énekesnő dala, amellyel Finnországot képviselte a 2018-as Eurovíziós Dalfesztiválon, Lisszabonban.

## Eurovíziós Dalfesztivál
A dal a 2018. március 3-án megrendezett finn nemzeti döntőben, az UMK 2018-ban nyerte el az indulás jogát, ahol a zsűri és a nézői szavazatok együttese alakította ki a végeredményt.
A dalt az Eurovíziós Dalfesztiválon először a május 8-i első elődöntőben adta elő, fellépési sorrendben tizenötödikként a Görögországot képviselő Yianna Terzi Oniro mou című dala után és az Örményországot képviselő Sevak Khanagyan Qami című dala előtt. Az elődöntőből a tizedik helyen jutott tovább a május 12-i döntőbe, ahol fellépési sorrendben tizenhetedikként lépett fel az Ausztráliát képviselő Jessica Mauboy We Got Love című dala után és a Bulgáriát képviselő Equinox Bones című dala előtt. A pontozás során a zsűri szavazáson összesítésben a huszonnegyedik helyen végzett 23 ponttal, míg a nézői szavazáson a huszonegyedik helyen végzett szintén 23 ponttal, így összesítésben 46 ponttal a verseny huszonötödik helyezettje lett.
A következő finn induló Darude és Sebastian Rejman Look Away című dala volt a 2019-es Eurovíziós Dalfesztiválon.

## Külső hivatkozások
- Dalszöveg
- A dal előadása a finn nemzeti döntőben. YouTube-videó, Eurovision Song Contest, 2018. március 4.
- A dal videóklipje. YouTube-videó, Eurovision Song Contest, 2018. március 9.
- A dal előadása a dalfesztivál első elődöntőjében. YouTube-videó, Eurovision Song Contest, 2018. május 8.
- A dal előadása a dalfesztivál döntőjében. YouTube-videó, Eurovision Song Contest, 2018. május 12.